# Bahnhof Köln Eifeltor

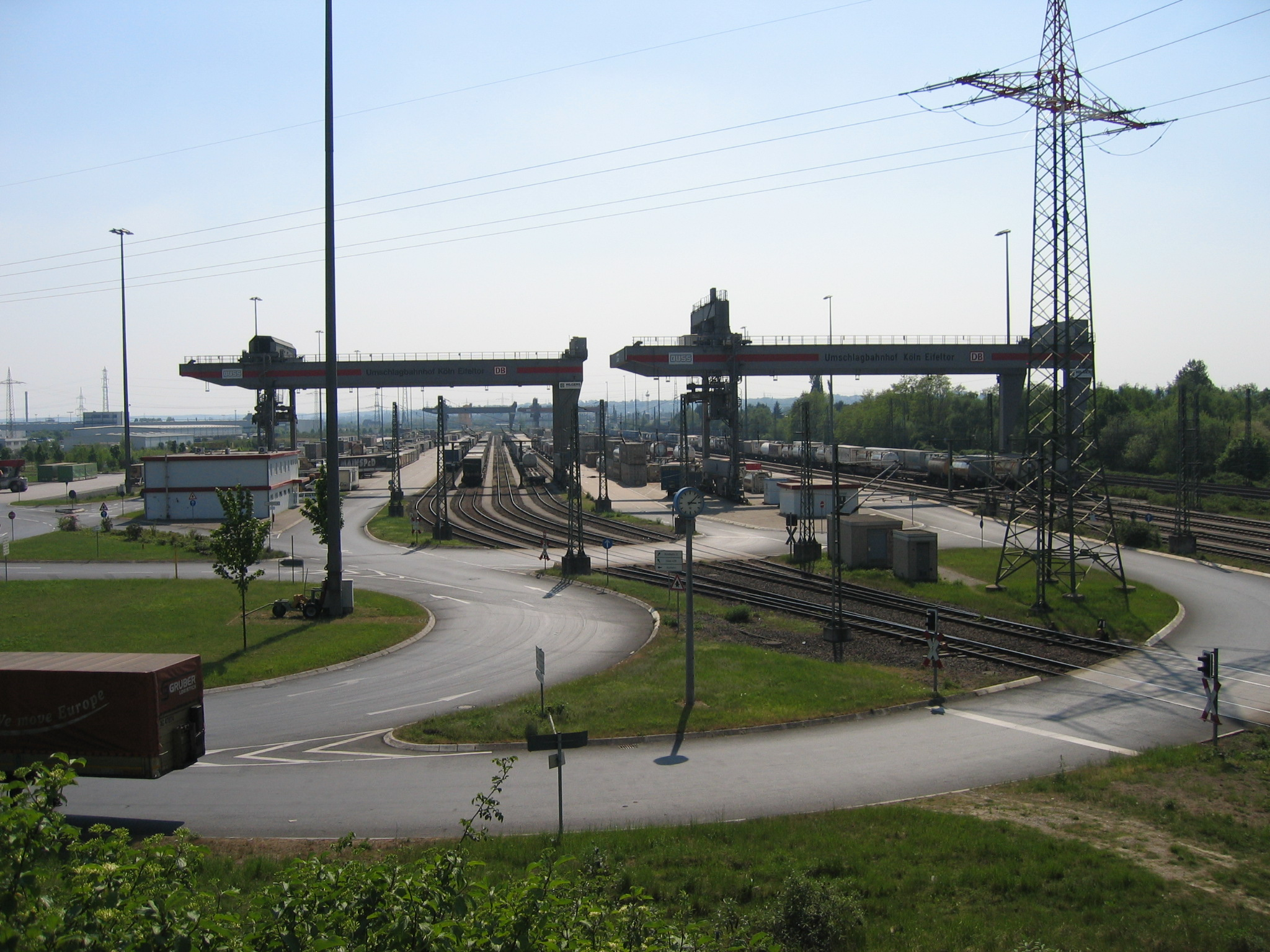
Umschlagbahnhof Eifeltor

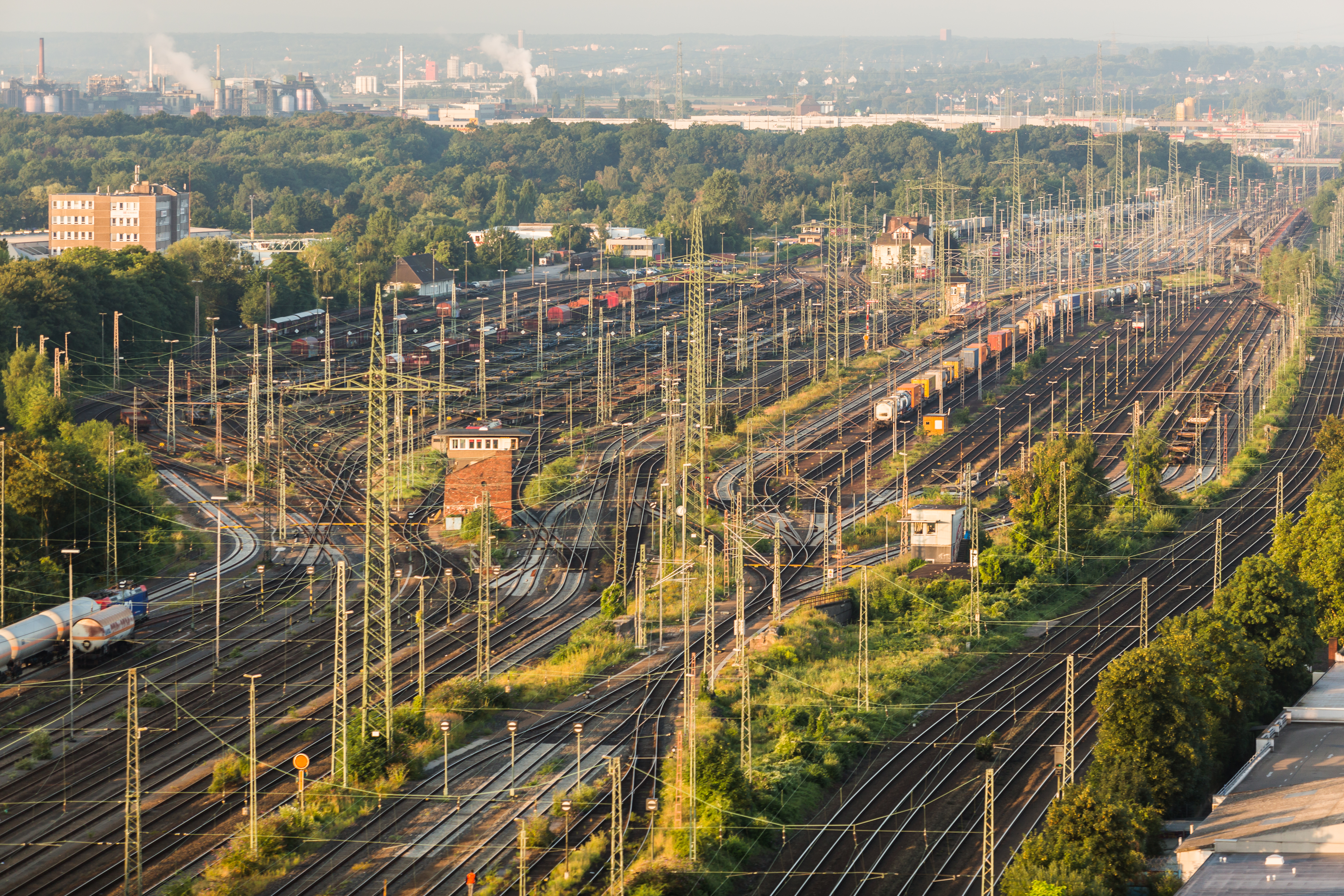
Luftbild des Güterbahnhofes Köln-Eifeltor, Blickrichtung Süden

Der Bahnhof Köln Eifeltor in Köln (Stadtteil Rondorf) ist ein Güterbahnhof an der linken Rheinstrecke und umfasste 2005 Deutschlands größten Containerumschlagbahnhof für den kombinierten Frachtverkehr Schiene–Straße.

## Allgemeines
Der Umschlagbahnhof Köln Eifeltor ist bundesweit der umschlagsstärkste Güterbahnhof. Mehr als 26 Zugpaare verkehren hier inzwischen täglich, die Abfertigung erbringt über 300.000 Umschläge pro Jahr.

## Geschichte
Begonnen wurde der Bau des Containerterminals 1968 im Anschluss an den bestehenden, damals noch als Rangierbahnhof vorderhand im Eilgutverkehr betriebenen Güterbahnhof Köln Eifeltor parallel zur Bahnstrecke Köln Süd – Bonn jenseits der Bundesautobahn 4 mit der Errichtung einer Kranbrücke für die Umladung auf Lastkraftwagen. Der „Container Terminal Köln Eifeltor“ wurde am 26. Februar 1969 in Betrieb genommen. Die Anlage verfügte zu Beginn über einen Spezialkran, der Großraumbehälter mit einem Gewicht von bis zu 30 Tonnen heben konnte. Die Zubringer-Lastkraftwagen wurden noch über einen zwei Kilometer langen Umweg über die B 265 (Luxemburger Straße), die Militärringstraße und eine Anschlussstraße durch den Kölner Grüngürtel geführt. Schon bald wurde die Anlage auch für die Verladung von ganzen Lastzügen auf Tiefladewagen und einigen Liegewagen für die Fahrer genutzt, die im Nachtsprung als Ganzzug, Rollende Landstraße, an einen Zielbahnhof befördert werden, von dem sie ihre Ladung dann früh weiterverteilen.
Zwischen 1990 und 1992 wurden die ersten beiden Kranmodule ausgebaut, mit 6 Krananlagen bestückt, und Köln Eifeltor entwickelte sich von einem kleinen Umschlagbahnhof (UBf) zu einem „richtigen Terminal“. Im Juli 1999 fuhr der erste Containerzug mit Umzugsgut der Bundesregierung von Köln Eifeltor ab und kam am nächsten Tag auf dem Umschlagbahnhof Berlin Hamburger und Lehrter Bahnhof an.

## Situation bis 2012

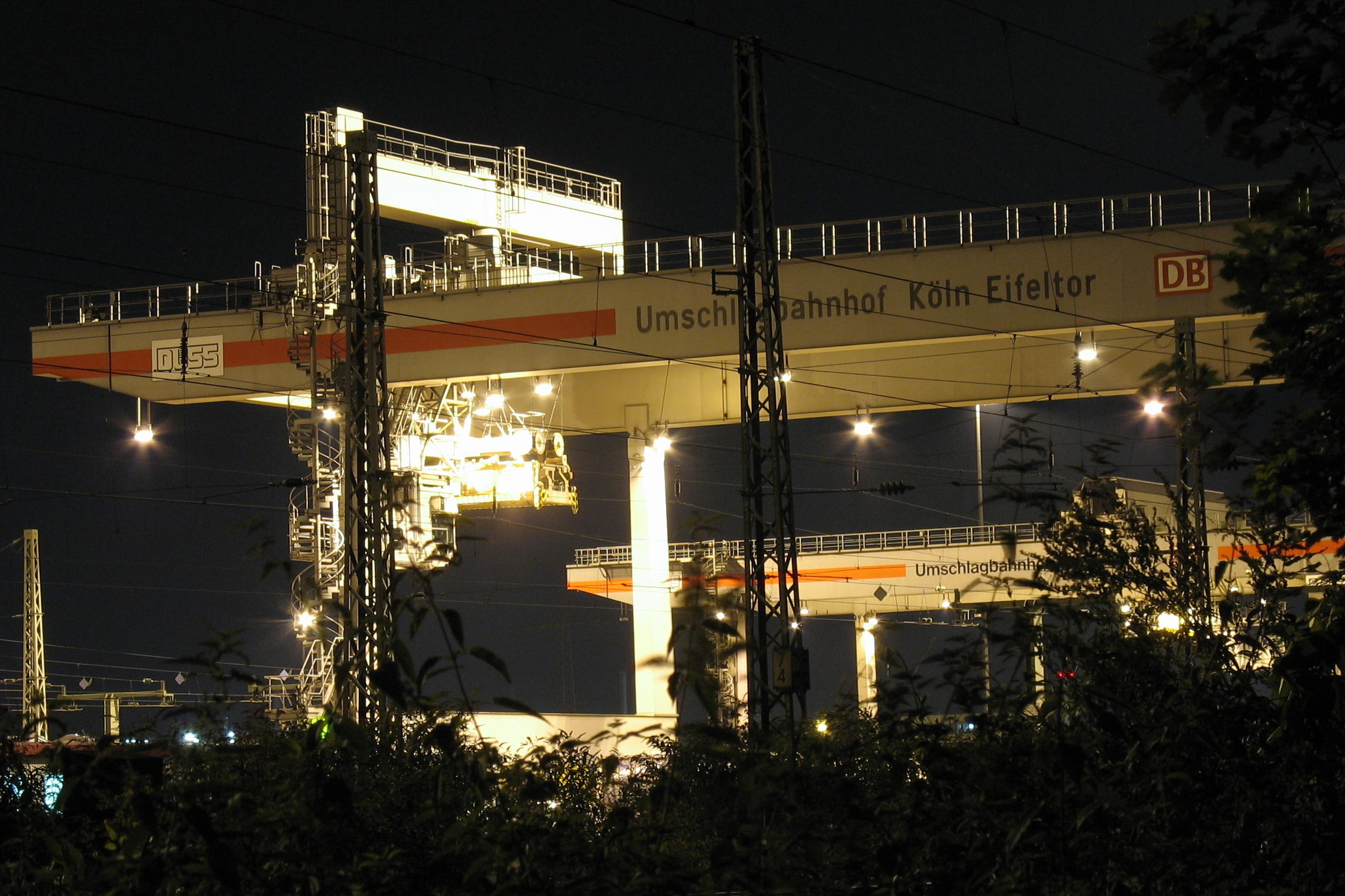
Zwei der Kranbrücken am Bahnhof Eifeltor bei Nacht

Der von der Deutschen Umschlaggesellschaft Schiene-Straße (DUSS) betriebene Umschlagbahnhof für den kombinierten Verkehr beim Güterverkehrszentrum Köln Eifeltor stieß bald an seine Grenzen. Er hatte mittlerweile einen eigenen Autobahnanschluss, war mit sechs Containerumschlagskranbrücken über den neun Umschlagsgleisen bestückt, die mit zwei zusätzlichen mobilen Kränen täglich bis zu 850 Lastkraftwagen mit bis zu 1200 Containern und Containertanks für etwa 40 Züge be- und entluden. Etwa zwei Drittel der Container werden auf dem Gelände zwischengelagert und später verladen. In Köln wurden so mit 274.000 Umschlägen pro Jahr 20 % des Kombiverkehrs in Deutschland abgewickelt. Damit lag er an dritter Stelle in Europa. Der Bahnhof wird auch von vielen privaten Bahnfrachtgesellschaften benutzt, die beispielsweise Strecken nach Hamburg oder Kiel (weiter nach Skandinavien) oder zum Hafen Rotterdam befahren.
Von den täglich etwa 40 Zügen zu meist deutschen Zielbahnhöfen sind die Strecken zu den Seehäfen besonders frequentiert. Von den Tankzügen im Chemienetz legen die zur Chemiezone an der Rhonemündung die weitesten Strecken zurück. Dazu kommen täglich zwei Züge von und nach Spanien, neun nach Italien und einer in die Schweiz.
Das Containerterminal im nahen Chemiepark Knapsack fungiert als Satellitenterminal für Eifeltor.
Es existiert ein Autohof mit Restaurant und LKW-Waschanlage am Bahnhof.

## Aktuelle Situation
Im Rahmen eines Sonderprogramms des Bundesverkehrsministeriums sollten bereits in den Jahren 2009/2010 ein drittes Umschlagmodul sowie neue Gleise für eine Südanbindung entstehen. Diese Pläne waren durch den geplatzten Börsengang der Bahn hinfällig geworden. Seit Mitte 2011 wurde begonnen, mit zum größten Teil Mitteln aus dem Konjunkturpaket II diese zusätzlichen Kapazitäten von 100.000 Ladeeinheiten auf etwa insgesamt 380.000 mit vier zusätzlichen Gleisen und zwei Portalkränen von 46 Metern Spannbreite zu schaffen. Dazu wurden 47 Millionen Euro investiert. Mit mehr als 4000 Zügen pro Jahr ist das Terminal nach dem besonderen Hamburger Terminal das zweitgrößte im Netz der Deutschen Bahn. Am 23. November 2012 wurde die erweiterte Anlage durch den damaligen Vorstand Finanzen der DB Netz, Roland Bosch, und Oberbürgermeister Jürgen Roters offiziell in Betrieb genommen.
Die Straßenverkehrsanbindung soll neben dem bereits bestehenden Autobahnanschluss an die Bundesautobahn 4 (AS Köln-Eifeltor) durch den geplanten vierstreifigen Neubau der B51n direkt an die Bundesautobahn 553 bei Brühl verbessert werden, der Spatenstich war am 24. Januar 2020.
Neben dem Fahren von Zügen des kombinierten Verkehrs aus dem Containerterminal Köln-Eifeltor rangieren die SBB Cargo Deutschland und weitere Eisenbahnverkehrsunternehmen im Güterbahnhof Kesselwagen und andere Güterwagen. Zudem nutzen die SBB Cargo Deutschland und DB Cargo den Güterbahnhof als Lokführerstandort mit dazugehörigen Gebäuden. Zu diesen Standorten nutzen diese Eisenbahnverkehrsunternehmen und weitere den Bahnhof als Lokführerpersonalwechselbahnhof und Lokomotivabstellung. Im südöstlichen Teil des Güterbahnhofs werden Kesselwagen mithilfe von LKWs beladen. Außerdem wird der Güterbahnhof bei Störungen zum Zurückhalten verschiedenster Güterzüge genutzt sowie für das betriebsbedingte Kopfmachen bei nötigen Umleitungen. Um die Strecke 2641 von Süden kommend zu erreichen oder um von dort kommend auf die linke Rheinstrecke zu gelangen, muss der Güterbahnhof durchfahren werden. Neben den zwei Güterumgehungsgleisen zwischen Güterbahnhof und Personengleisen befahren auch Güterzüge den Güterbahnhof, um die Strecke 2640 zu erreichen und umgekehrt. Im Güterbahnhof werden fünf elektromechanische Stellwerke betrieben. Im nordöstlichen Teil werden neben dem Rangieren von Kesselwagen auch schadhafte Containertragwagen abgestellt, die dort auf ihre Reparatur warten.